# Sociedad Americana de Agronomía
La Sociedad Americana de Agronomía, American Society of Agronomy (ASA) es una sociedad científica y profesional de los ingenieros agrónomos y científicos de las disciplinas relacionadas, principalmente en Estados Unidos, pero con un gran número de miembros no estadounidenses también. Fue fundada en 1907 con el objetivo de "el incremento y la difusión de los conocimientos relativos a los suelos, los cultivos y las condiciones que afectan a ellos". Uno de sus miembros fundadores fue Charles Piper, quien se convertiría en su presidente en 1914. El primer presidente fue Mark A. Carlton y la primera reunión anual se celebró en Washington D. C., en 1908. Dos sociedades hijas fueron posteriormente formadas: la Soil Science Society of America (SSSA) y la Crop Science Society of America (AEAC). Estas 3 sociedades, las Agricultural Tri-Societies, cada una tiene sus propios consejos de administración, sus propios estatutos y sus propias listas de miembros. Las sociedades para minimizar sus gastos comparten oficina y personal (con trabajo compartido entre las 3 sociedades), y sus reuniones anuales generalmente se mantienen unidas.
El ASA tiene su sede en Madison, Wisconsin, y publica una serie de revistas científicas. El ASA mantiene reuniones anuales con asistencia de miles de sus miembros.